# Tussilago
Tusilago (Tussilago farfara) es la única especie del género Tussilago de plantas de flores perteneciente a la familia Asteraceae. Se le denomina popularmente: Tusilago, fárfara, pie de caballo, uña de caballo. Son nativos de Eurasia. Aunque también es común en Norteamérica y Sudamérica donde han sido introducidos para la producción de plantas medicinales.

## Descripción
Es una planta herbácea perenne se planta por semillas o rizomas. Se agrupan en colonias de docenas de plantas. Sus hojas son grandes, cordadas de perfil anguloso, son de color verde blanquecino al nacer y verdes al envejecer. Los tallos florales se desarrollan antes que aparezcan las hojas, son carnosos, esponjosos y con escamas. Las flores se agrupan en capítulos de color amarillo dorado.

## Etnobotánica, farmacognosia y fitoquímica
El nombre tussilago tiene su origen el latín tussis, que significa "tos", lo que indica el uso popular que se ha dado a la planta desde tiempos muy remotos como antitusivo. En los países orientales era común fumar o aspirar el humo de las hojas para calmar los accesos de tos y de asma, de tal manera que algunos aún se refieren a ella como coughwort (remedio para la tos). Además, en la Segunda Guerra Mundial los soldados en Europa la fumaban y en algunas partes aún se fuma como sustituto del tabaco, de tal manera que los nombres baccy plant (planta de tabaco) y poor-man's-baccy (tabaco de los pobres) aún sobreviven en la Gran Bretaña.
Es una de las plantas que más se utilizan en el tratamiento de enfermedades bronquiales y se le reconocen propiedades terapéuticas antitusiva, astringente, demulcente, emoliente, expectorante, estimulante y tónica. La infusión de las hojas alivia la bronquitis, asma y afecciones pulmonares.
Combinada con regaliz (Glycyrrhiza) y tomillo (Thymus) se emplea en el tratamiento de la bronquitis, catarros, problemas respiratorios y enfisema crónico. También es un ingrediente en infusiones para las diarreas. Las hojas trituradas se usan contra el dolor de las articulaciones, heridas, úlceras, quemaduras, inflamación e irritación de la piel. Al paso de los años esta planta ha sido objeto de una amplia gama de usos; así, se dice las hojas y flores secas y asadasse usan como sustituto de sal y por su aroma anisado se emplean en ensaladas, sopas y tés.
En cuanto a su composición química se ha demostrado que estas plantas producen una gran cantidad de mucílagos (Glicoproteínas, polisacáridos), de los que se cree que derivan sus propiedades medicinales, además de esteroles, flavonoides, taninos e inulina.
Además se han encontrado una gran diversidad de metabolitos secundarios:
- Cromonas (6-Acetil-7-hidroxi-2,3-dimetilcromona, ácido 7-hidroxi-2,3-dimetilcromano-6-carboxílico.)
- Sesquiterpenos con estructura tipo eudesmano (Tusfarfarina A), oplopano y bisabolano
- Triterpenos con estructura tipo baurano (7-Baureno-3,16-diol) y taraxastano (Faradiol)
- Alcaloides pirrolizidínicos (P. ejemplo el ácido neotusilagínico, neotusilagina, ácido neoisotusilágico, tusilaginina, ácido tusilágico, tusilagina, ácido isotusilagínico, isotusilagina).

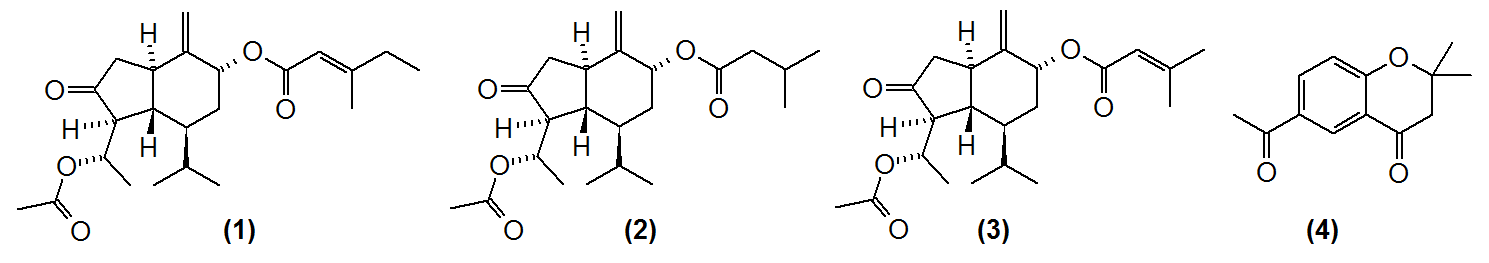
Componentes de Tussilago. (1) Tusilagonona; (2) Notonipetranona; (3) 7β-Senecioiloxioplopa-3(14)Z,8(10)-dien-2-ona; (4) Tusilagona

## Taxonomía
Tussilago farfara fue descrita por  Carlos Linneo y publicado en Species Plantarum 2: 865. 1753.
Sinonimia
- Cineraria farfara Bernh.
- Farfara radiata Gilib.
- Tussilago alpestris Hegetschw.
- Tussilago umbertina Borbás[11][12]

## Nombre común
- Castellano: espatas, farfara, fárfara, gordolobo, paso de asno, pata-buey, pata de asno, pata de mula, pata de mulo, pie de caballo, pie de mula, piedemulo, pie de mulo, potas, sombrerera, tusilago, tusillago, tusílago, uña de asno, uña de caballo[13]

## Enlaces externos

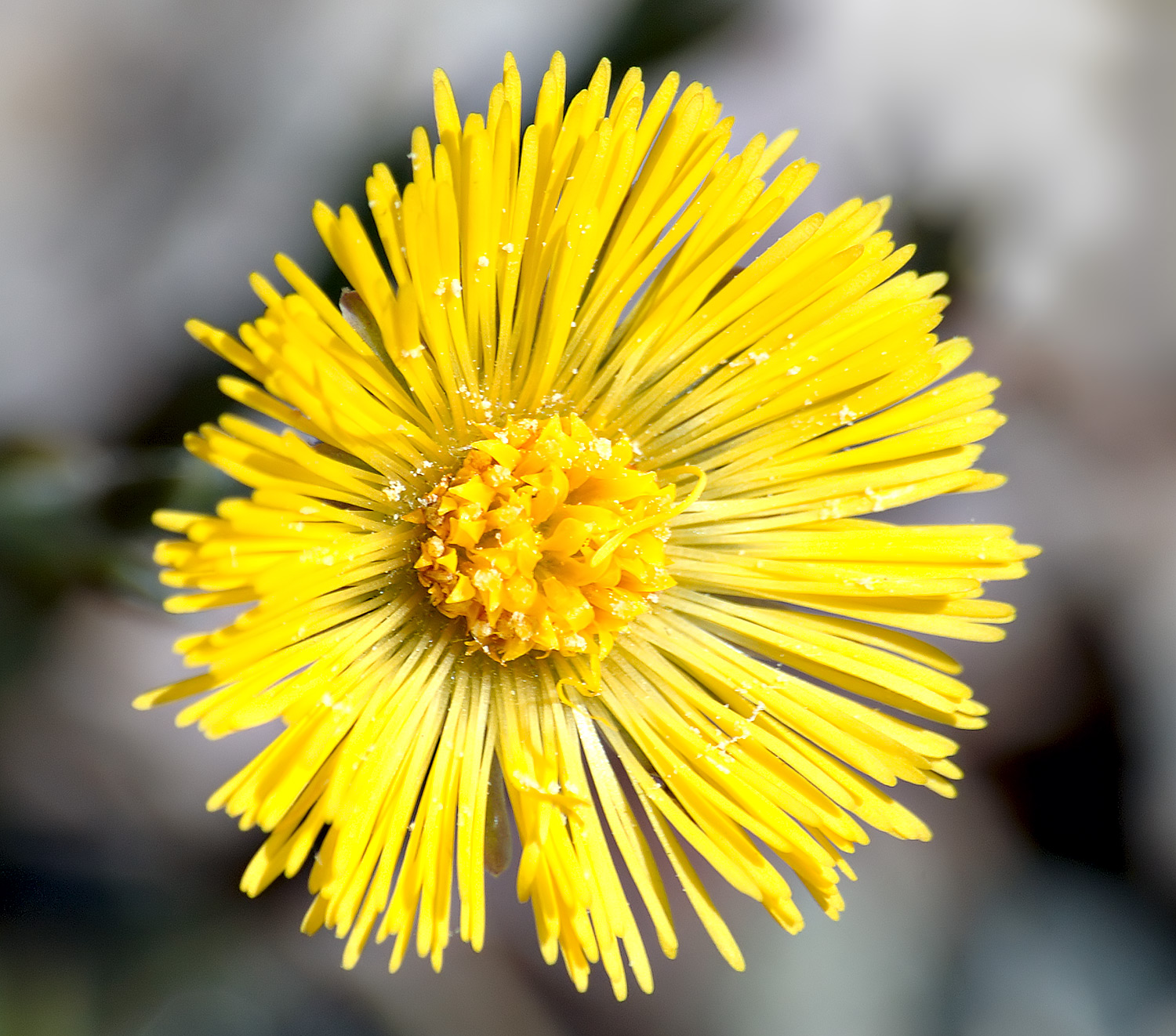
Inflorescencias
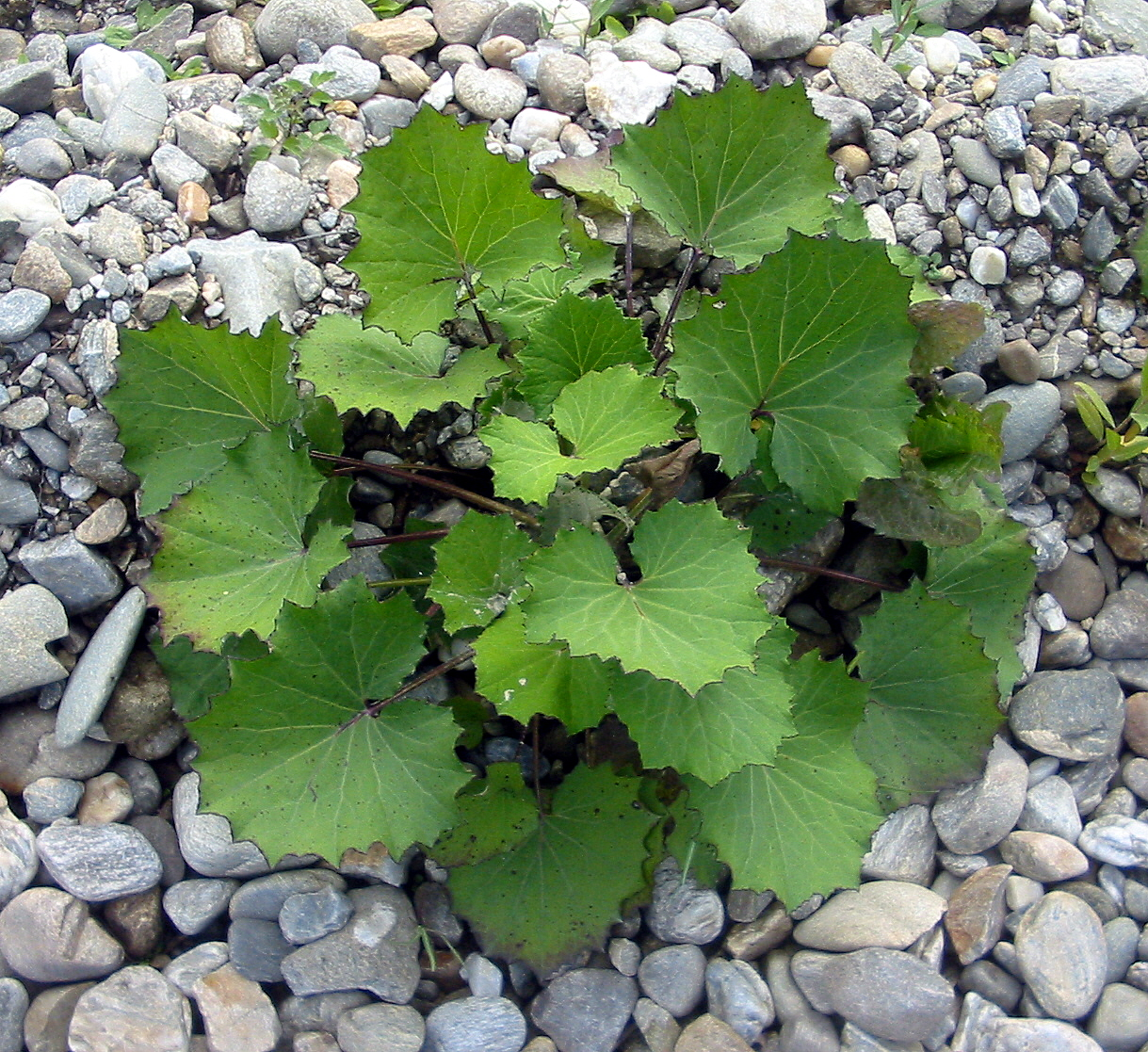
Follaje
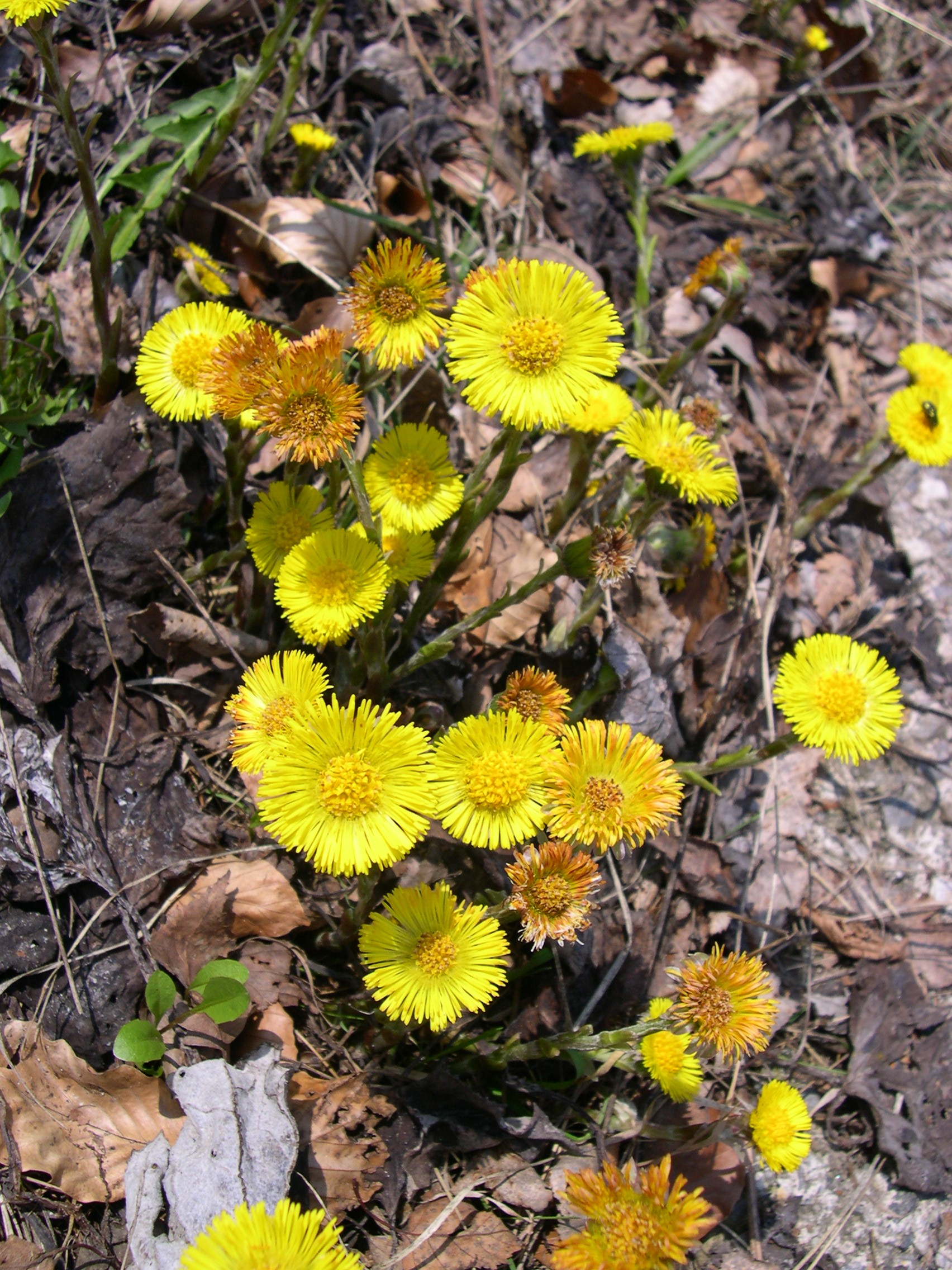
Grupo de plantas